# Abbaye de Maria Laach
L'abbaye de Maria Laach (en allemand : Abtei Maria Laach), est un monastère de moines bénédictins allemand situé à Glees, en Rhénanie-Palatinat.  
Fondée au XIe siècle, l'abbaye de style roman est restée vivante, sauf pendant une interruption de près d'un siècle au cours du XIXe siècle durant laquelle les bâtiments sont occupés par un scolasticat jésuite. Revenue à sa vocation bénédictine en 1892, elle fait aujourd'hui partie de la congrégation de Beuron de l'ordre de Saint-Benoît.

## Situation
L'abbaye est située dans l'Eifel, à proximité du lac de Laach et sur sa rive sud-ouest, à 25 km au nord-ouest de Coblence.

## Histoire
L'Abbatia Santa Maria ad Lacum devenue Sainte-Marie-du-Lac a pris le nom de Maria Laach au XIXe siècle.
L'abbaye est fondée en 1093 comme Abbatia ad Lacum grâce au comte palatin Henri II de Luxembourg-Gleiberg qui possède un château sur l'autre rive du lac, et à son épouse Adélaïde de Weimar-Orlamünde.

Le comte meurt deux ans après la fondation et les travaux continuent sous la direction de la comtesse Adélaïde, mais celle-ci disparaît à son tour en 1100 lors d'un pèlerinage à Rome. Son fils Siegfried de Ballenstedt, issu d'un premier mariage hérite du monastère, qu'il néglige pendant quelques années. Ce n'est qu'en 1110 qu'il renouvelle la fondation et que les travaux peuvent continuer. Il place le nouveau couvent sous la juridiction de l'abbaye d'Affligem qui y envoie des moines.
Le premier abbé fut dom Gilbert de 1127 à 1152.
La construction de l'église se poursuivit sous la direction de Dom Fulbert. En 1156 l'église fut consacrée par l'évêque de Trèves.
Le monastère prospéra, comptant entre autres une école de copistes et d'enlumineurs.
L'abbé Fulbert fit également faire des travaux pour abaisser le niveau du lac.
De nombreux abbés se succédèrent à la tête de l'abbaye jusqu'au 2 août 1802, jour où le 41e abbé ne put entrer en fonction à la suite de la Révolution française. Le monastère resta alors fermé et à l'abandon pendant 90 ans.
Cependant en 1862 les Jésuites vinrent s'y établir et y restaurèrent une vie religieuse et intellectuelle avec la fondation d'un théologat (le Collegium maximum) et le lancement d'une revue de spiritualité, la Stimmen aus Maria Laach. Après leur expulsion d'Allemagne en 1873 par Bismark dans le cadre du Kulturkampf, l'abbaye fut nationalisée. En 1892, les Bénédictins de Beuron rachètent l'abbaye et lui rendent sa vocation bénédictine. Dom Willibrord Benzler est élu prieur puis abbé avant d'être nommé évêque de Metz en 1901. 
Dom Fidelis von Stotzingen OSB (1871-1947) fut abbé de Maria-Laach de 1901 à 1913 et ensuite abbé-primat, jusqu'à sa mort, de tous les Bénédictins, au sein de la Confédération bénédictine dont le siège est à Rome à Saint-Anselme. Son influence sera grande dans la restauration de la grandeur liturgique.
L'abbaye refonde l'abbaye Saint-Matthias de Trèves en 1922.

## Historique de la construction

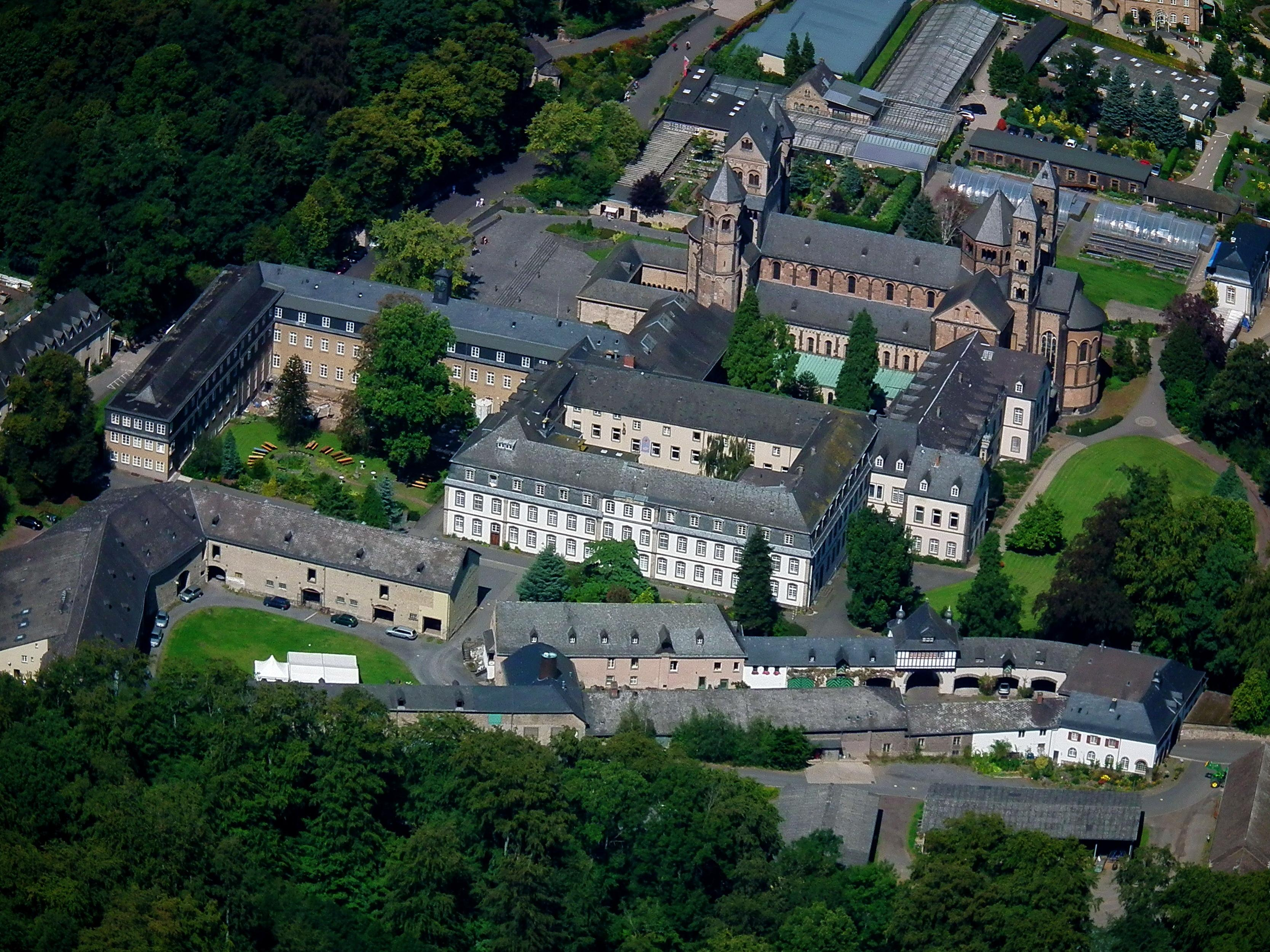
Vue aérienne de l'abbaye

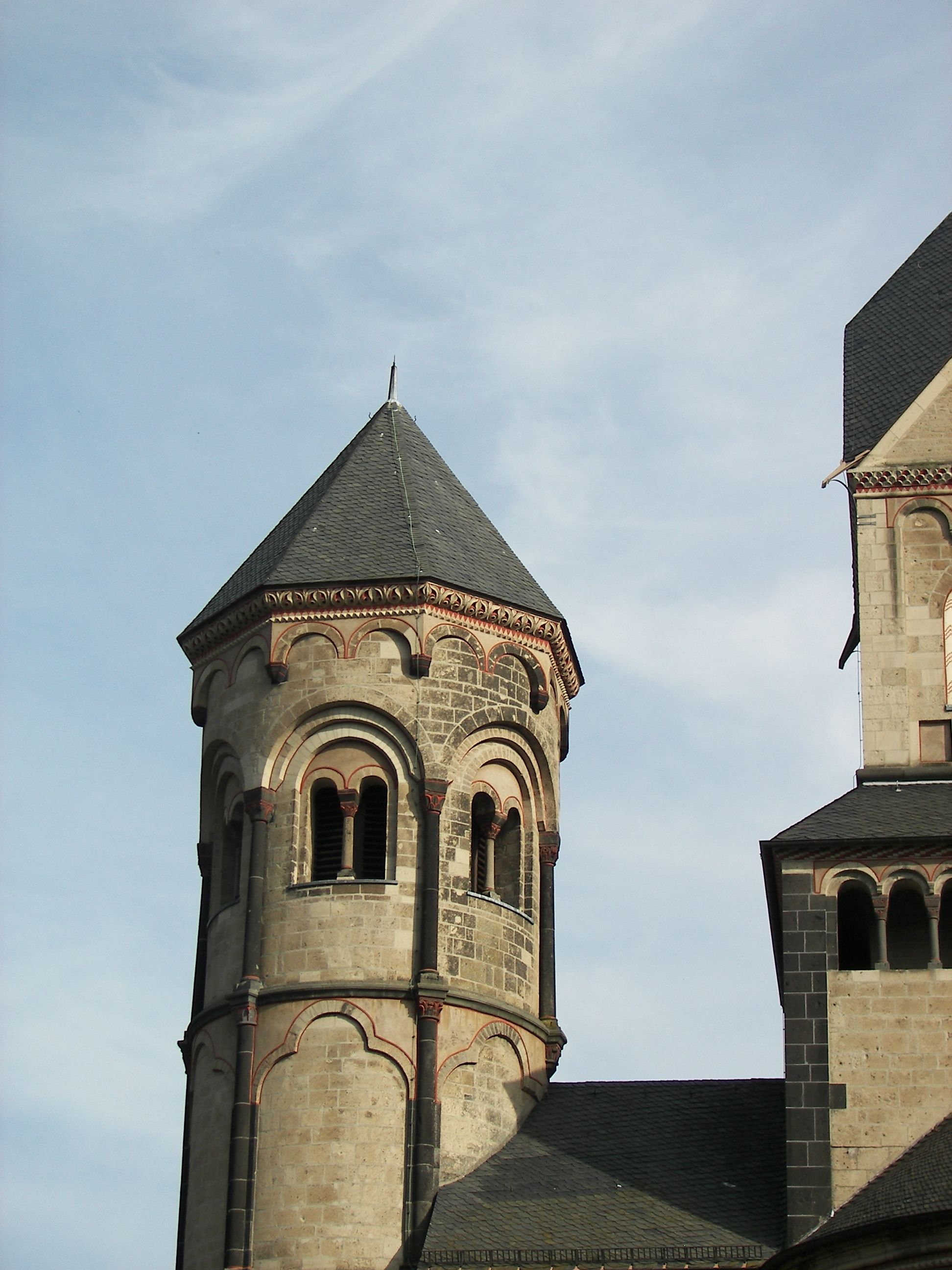
Tour nord du massif occidental

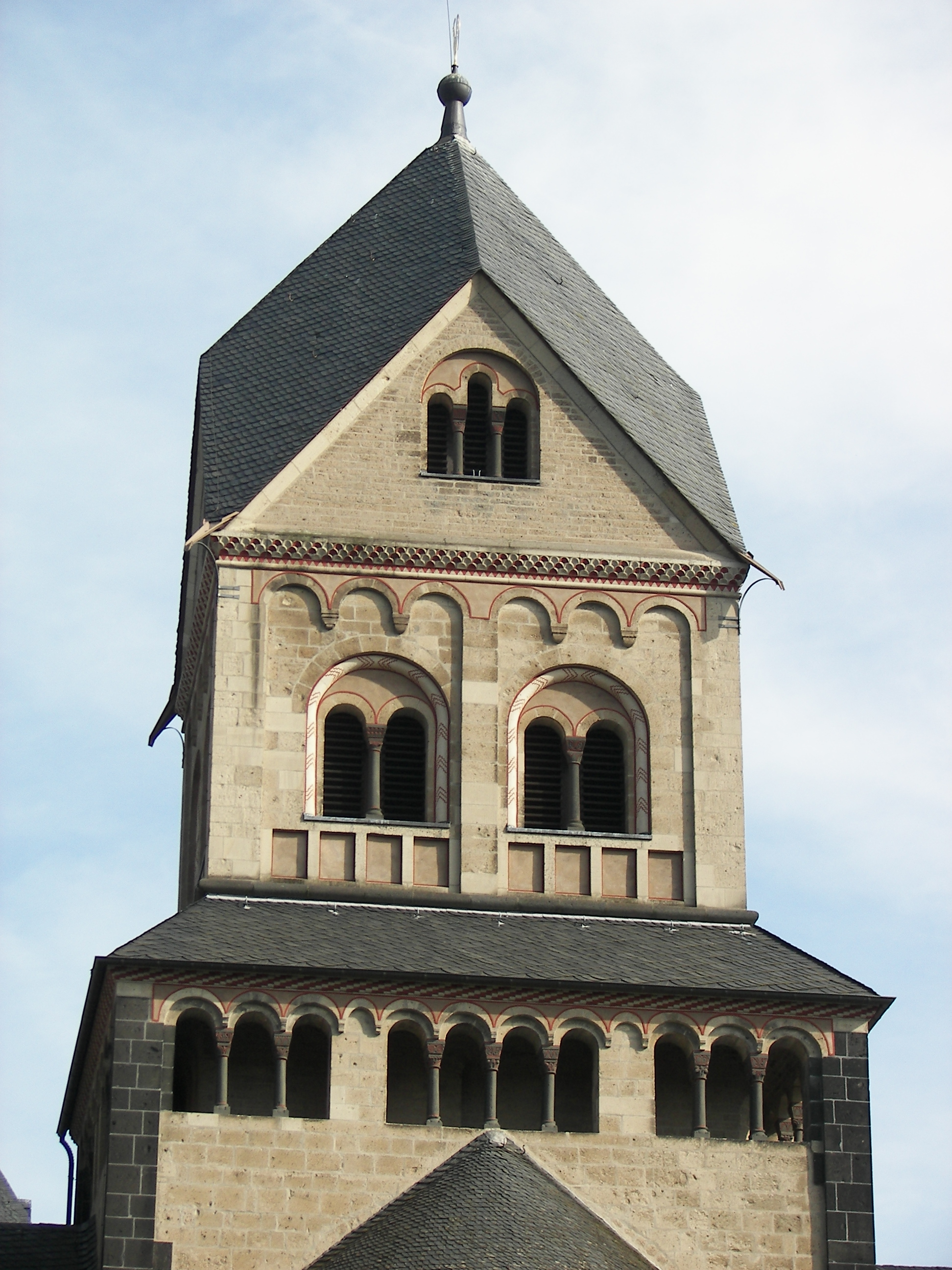
Tour centrale

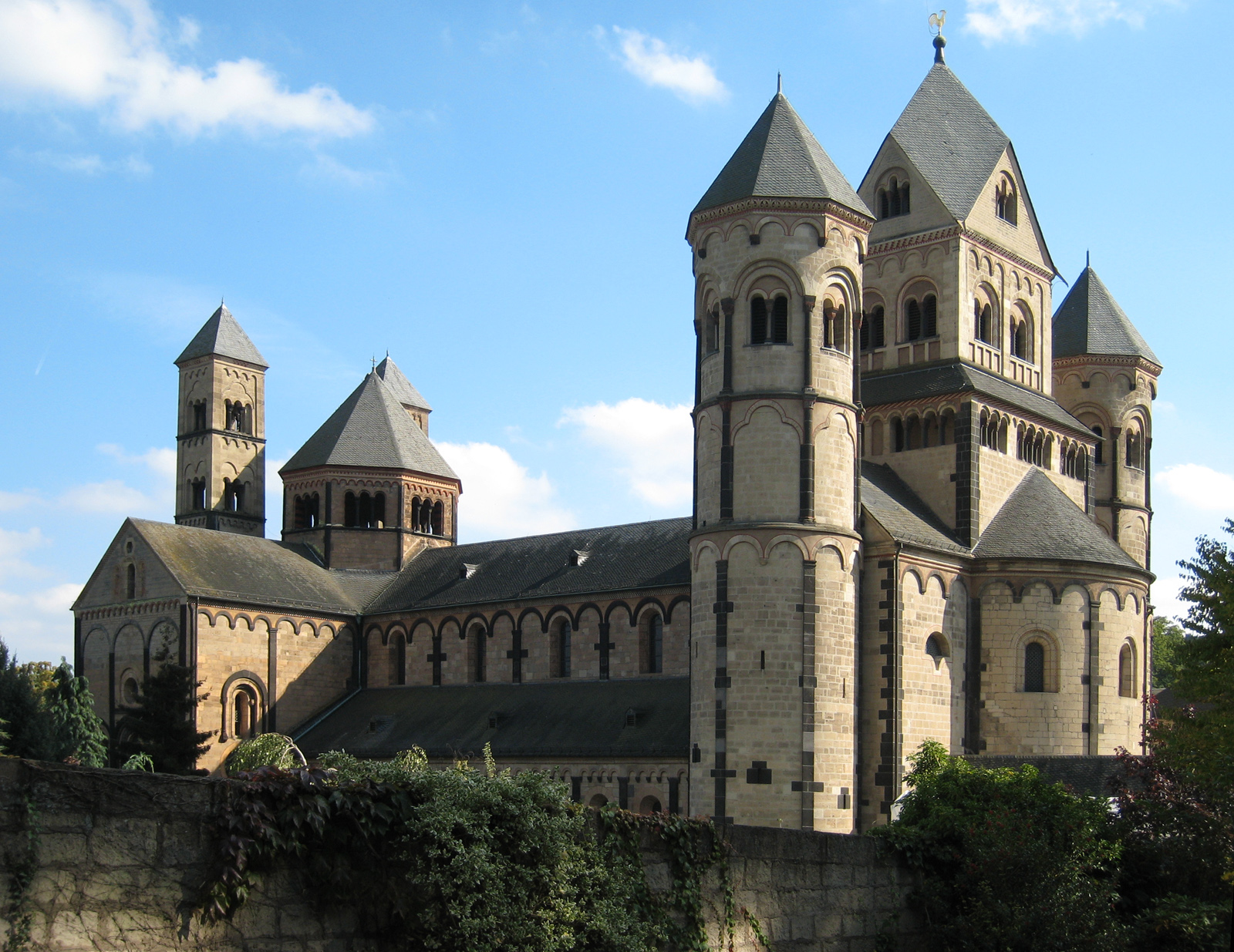
Côté nord de l'église abbatiale

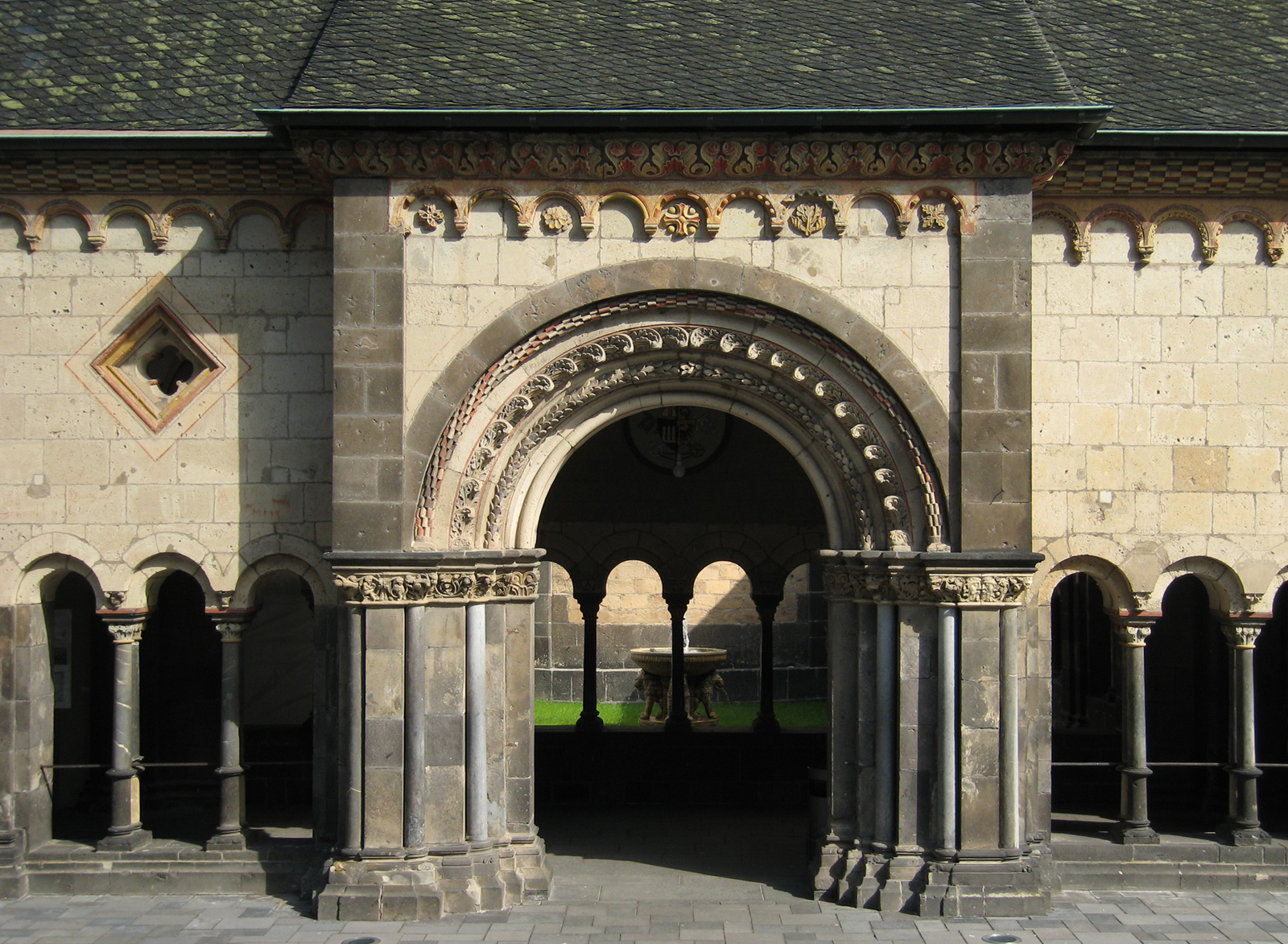
Paradis

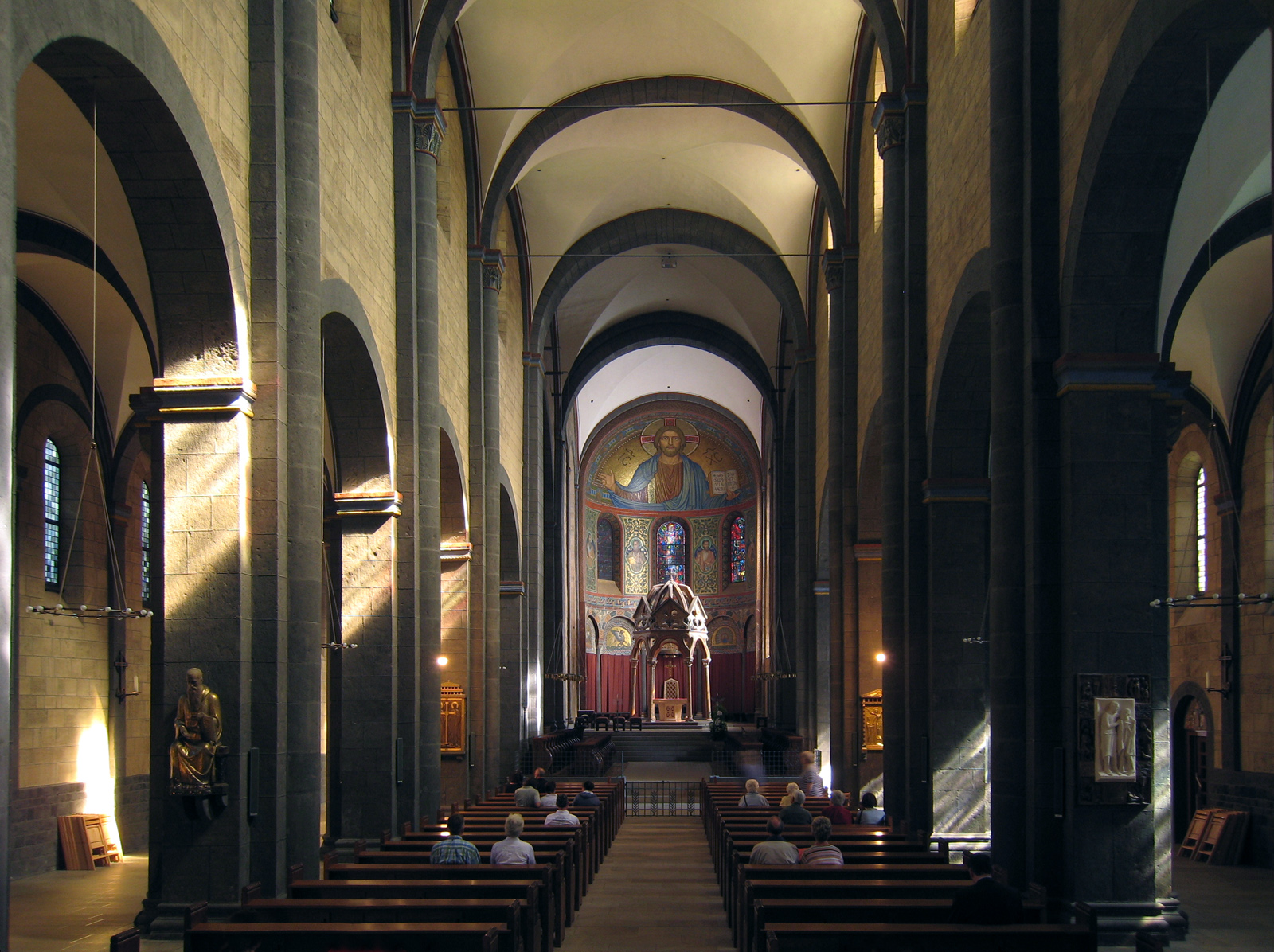
Intérieur de l'église abbatiale

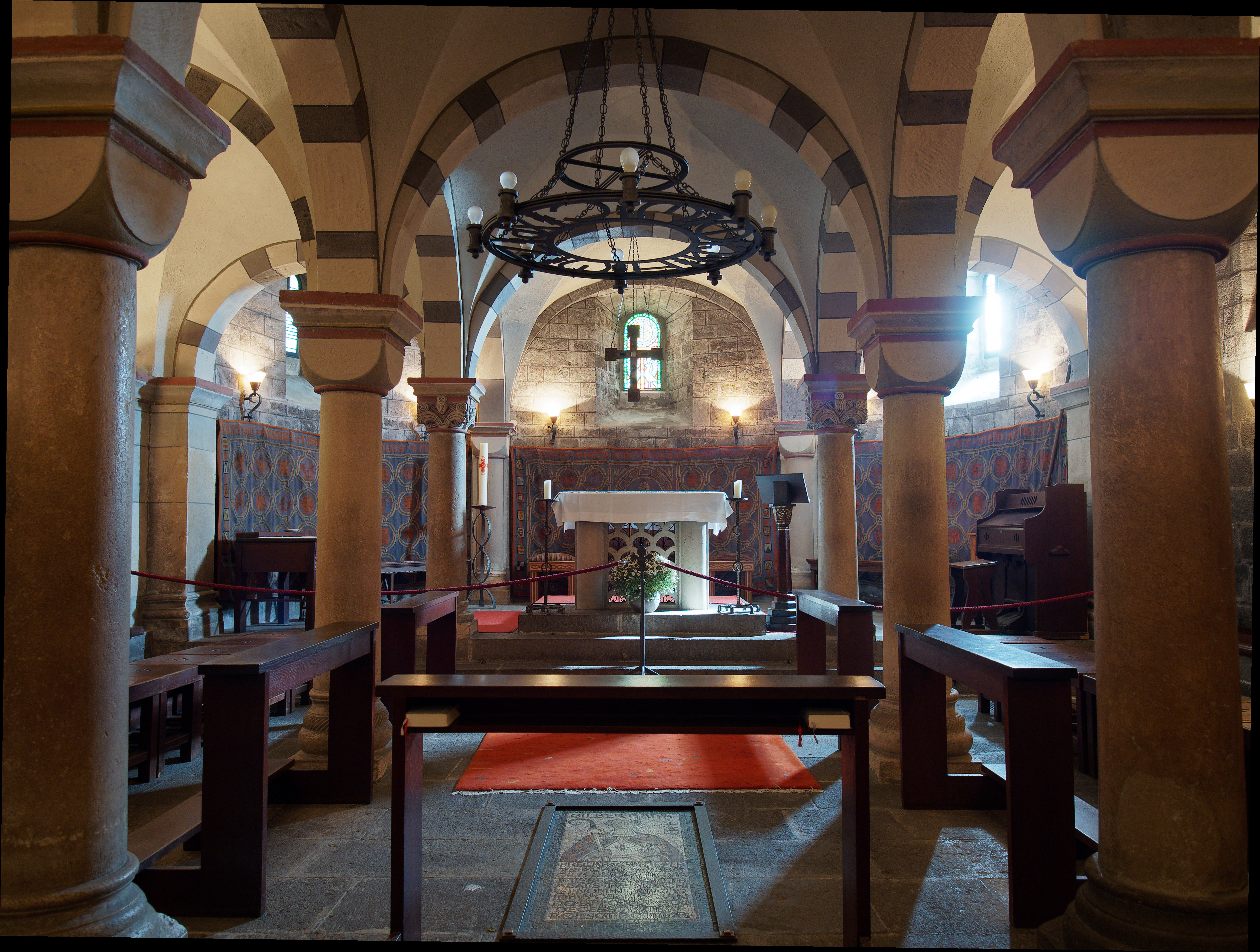
Crypte

En 1093 le comte Henri fonde le monastère et l'église, à sa mort en 1095, l'ensemble est bien commencé à l'exception du parvis. La comtesse Adélaïde continue l'œuvre de son époux et veille particulièrement à l'achèvement du transept est qui devient alors l'église provisoire.
Sous l'abbé Gilbert on construit la nef, la tour de la croisée et le chœur ouest. Sous l'abbé Fulbert sont achevées la tour et l'abside est, cette dernière ne voyant son achèvement qu'en 1170, soit quatorze ans après la consécration de l'église.
Sous les abbés Albert (1190-1216) et Gregor (1216-1235), la partie ouest est définitivement achevée et la construction de parvis est lancée.
Au cours de la première moitié du XIIe siècle on bâtit la voûte (auparavant la nef était recouverte d'un plafond à poutres). 
Vers 1270 l'abbé Théodéric II de Lehem fait percer dans le chœur des fenêtres de style gothique primitif, et élever les toits et la tour de croisée.
À l'époque baroque de nouvelles transformations sont entreprises, éliminées lors de restaurations ultérieures.
De nos jours, à part les deux fenêtres gothiques, le visiteur peut admirer un édifice de pur style roman : basilique à trois vaisseaux et à deux chœurs avec deux transepts, surmontée de six tours, que dominent la tour de la croisée à l'est et la tour du milieu à l'ouest.

## Les différentes parties du bâtiment

### Le parvis
De trois côtés s'ouvrent des arcades sur la cour intérieure appelée Paradis, ornée de la fontaine des Lions, inspirée d'une fontaine à Grenade.(XXe siècle)

### L'intérieur de l'église abbatiale duXIIesiècle
On pénètre dans l'abbatiale dans l'axe des bas-côtés, il faut se diriger vers le centre pour profiter pleinement de l'impression de solennité que dégage le bâtiment. On parvient alors au hall royal, on peut admirer la pureté de la ligne des arcades qui séparent le vaisseau central des bas-côtés.
- le mausolée du comte Henri, fondateur de l'abbaye : c'est un sarcophage en pierre dont le couvercle est orné d'une sculpture sur bois. Le comte y est représenté très jeune, revêtu d'ornements princiers. Il a été réalisé au XIIe siècle sous l'abbé Théorich II.
- les fresques des piliers : elles datent du XVIe siècle et représentent :
  - à gauche saint Christophe
  - à droite saint Nicolas aux pieds duquel l'abbé Simon von der Leyen s'est fait représenter.
- La Pietà du début du XVe siècle se trouve dans une petite chapelle du bas-côté droit.
- le maître-autel et ses mosaïques : dans la conque du chœur on peut admirer des mosaïques du XIXe siècle, dans un style qui se rattache aux modèles byzantins. Le Christ y est représenté entouré des douze signes du Zodiaque, il tient dans sa main gauche le livre des Évangiles ouvert sur ces mots : "Je suis le Chemin, la Vérité et la Vie"

Le Baldaquin du maître-autel date du XIIe siècle, c'est une coiffe gothique ouverte, reposant sur six colonnes.

## La vie de l'abbaye aujourd'hui
L'effectif actuel est d'environ 56 religieux dont 30 prêtres, la vie est réglée suivant la règle de saint Benoît qui date de l'an 529; l'abbé est élu pour douze ans. Conformément à leur devise Ora et labora, la vie des moines bénédictins est tout entière consacrée à la prière et au travail.

## Maria Laach et l'art campanaire
Depuis sa refondation, le nom de l'abbaye de Maria Laach est étroitement lié à l'art campanaire européen. L'un des moines d'alors, le Père Johannes Blessing  fut un des plus éminents experts campanologue allemands de son temps et travailla notamment en étroite collaboration avec les fonderies de cloches Causard de Colmar et de Tellin.
Quelques éléments de sa vie extraits du livre "Il était une fonderie de cloches à Tellin"  (ISBN 978-2-8052-0111-0) :
- 31.01.1843	Naissance de Emile Blessing à Hobstal
- 1855 à 1863	Il fait ses humanités à Sigmaringen (Hedingen)
- 1864  à 1865	Etudes de théologie à Tubingen ensuite à Fribourg
- 1866	        Jour de sa Prise d'habit monastique le samedi saint ,  à l'abbaye de Beuron au bord du Danube ,en territoire des Hohenzollern (actuel Bade-Württemberg),
- 16.09.1866	Ordonné prêtre à Rottenbourg sous le nom de Dom Jean Blessing
- 1872-1875	Il fait partie de l’équipe des moines envoyés par l’abbaye de Beuron pour fonder l’abbaye de Maredsous (1873)
- 1876-1880	Il séjourne à l’abbaye du Mont Cassin
- 1881	        De retour à l’abbaye de Maredsous, il débute ses dialogues campanaires avec Adrien Causard
- 1884	        Il séjourne au monastère Bénédictin d'Emmaus à Prague
- 1885-1887	Prieur à l’abbaye de Beuron
- 1887-1889	Maître des novices, Prieur et premier chantre à l’abbaye de Seckau (Autriche)
- 1893 à 1905	Maître des novices, premier chantre et Prieur à l’abbaye de Maria Laach
- 1905	        Organiste à l’abbaye de Beuron
- 17.12.1912	Il dit sa dernière messe
- 24.02.1913	Jour de son décès à l'abbaye de Beuron où il est enterré.

L’ordre de Saint-Benoit offre l’occasion à Dom Jean Blessing de maîtriser de manière exceptionnelle l’art campanaire. À travers ses pérégrinations de couvent en couvent, grâce à ses multiples contacts, ses travaux scientifiques et ses publications il devient un des maîtres, si pas « Le Maître », en la matière, en ce début du XXe siècle.
Pour rappel, voici les références d'articles parus en 1895 et 1896 en Allemand dans les revues Caecilia et Gregorius Blatt et en français dans Musica sacra d’octobre 1897 à octobre 1903.
- Musica Sacra (Revue Belge de Chant d’église et de musique religieuse) Namur 1897 – 1900 "Les cloches et leur musique".
- Gregorius Blatt (Organ für katholische Kirschenmusik) Düsseldorf 1894–1897  "Uber Glocken und ihre Musik".
- Gregorius Blatt  (Organ für katholische Kirschenmusik) Düsseldorf 1906 Harmonie der Glocken.
- Gregorius Rundschau Graz 1908 Anleitung zur Komosition für Glockengeläute und Prüfung desrelben.
- Physikalische Zeitschrift Leipzig 1911 Uber den Klang der Kirschenglocken.
- Maria Laach 1911 Aufsätze zur Glokenkunde.

En 1881 Dom Jean Blessing entre en contact avec Adrien Causard, fondeur de cloches pour la fourniture de cloches à l’abbaye de Maredsous (Belgique). Il s'ensuit une des périodes les plus fécondes de la fonderie de cloches de Tellin (Belgique) et par osmose de celles de Colmar et de Strasbourg. 
De nombreux séjours à Tellin, un échange dense et précis de commentaires, de « folles » expériences (cloches aux formes étranges, aux sons étonnants et aux origines diverses comme celles venant de Chine), l’avènement du diapason (instrument révolutionnaire dans ce métier ancestral), la recherche d’une pureté rigoureuse pour le cuivre et l’étain et une maîtrise grandissante de la technique de fusion amènent l’art de la fonte des cloches à des sommets non encore atteints tant au niveau des sons, des harmoniques que de la beauté des ornements.  
Les fonderies de Tellin et de Colmar fournirent à l'abbaye:
- en 1895, 5 cloches (216 kg, 514 kg, 712 kg, 1 006 kg, 1764 kg)
- en 1899, 3 cloches (1 876 kg, 2 757 kg, 4 864 kg)

dont certaines sonnent toujours.
À cela il y a lieu d’ajouter une recherche permanente d’amélioration des techniques de suspension et de sonneries des cloches.  Pour s’en convaincre il suffit de noter les brevets déposées : 
- 05.06.1880 brevet n° 51665 au sujet d’un système de montage de cloches,
- 29.08.1889 brevet 87563 au sujet d’un système de ressort applicable à l’intérieur des cloches

Il y aurait matière à écrire un livre sur le sujet.  Limitons la richesse de l’apport de ce personnage à la retranscription d’une des nombreuses lettres qu’il a laissées (archives personnelles).
Maria Laach    le 17 février 1895
Je suppose que vous avez déjà commencé le travail pour la nouvelle cloche FA dièze.  Sinon, je vous donnerai conseil de ne rien changer à la mesure du diamètre de la cloche de Fooz (FA dièze), par conséquent de ne pas ôter même un demi-centimètre, comme j’avais cru bon de le dire à M. Wiot.  Car plus j’approfondis l’étude de nos cloches, plus je trouve des problèmes à résoudre.  Ainsi je reconnais à présent que le ton perçu par notre oreille, quand on entend une cloche ayant l’octave inférieure fausse, ne se trouve pas, comme je le croyais, au milieu des deux tons de cette octave.  Il faut plutôt dire que cela dépend encore de l’octave supérieure, et même plus de celle-ci que de l’octave inférieure.  Figurez-vous donc mon étonnement quand j’entends des cloches formées d’après le même profil donner chacune une octave supérieure différente.  C’est la raison pourquoi notre FA dièse paraît trop bas tandis que le ton principal est juste.  Il n’y a donc pas à craindre que le ton soit trop bas, si l’on forme le nouveau FA d’après les mêmes mesures que l’autre cloche de Fooz, étant donné que ces cloches ont l’octave supérieure plus haute.
Mais il y a un point sur lequel j’insiste avec la plus grande rigueur : soyez bien exact, Monsieur, dans les mesures principales, je veux dire la proportion du demi-diamètre à la hauteur intérieure.
La culture européenne est depuis toujours traversée par deux courants, l’un étiqueté « latin », l’autre « germain ».  Ce constat se retrouve dans bien des domaines : la langue évidemment, mais aussi la manière de se gouverner, le réflexe du devoir, l’appétence au plaisir, … Cette distinction se retrouve aussi dans les techniques industrielles, surtout aux XVIIIe et XIXe siècles. Il suffit pour s’en convaincre de se rappeler qu’en cristallerie, la technique du « pot ouvert » et la technique du « pot fermé » se retrouvent nettement d’un côté et de l’autre du Rhin.  Comme si dans ce domaine, comme dans bien d’autres, la frontière entre ces deux écoles épousait les obstacles naturels du relief géographique que sont les Alpes, les Vosges et les Ardennes.  Il en est de même pour les techniques historiquement utilisées en fonderie de cloches.  Dom Jean Blessing reste dans l’Histoire celui qui a fait éclater ces barrières, qui a dépassé l’obstacle de la langue, qui a façonné le profil des cloches européennes en prenant le tracé « germain » d’Erfurt et en le combinant aux tracés « latins » de la Meuse.  
Il est et il restera un des pères de l’art campanaire européen. 
Lorsqu'en 1991, la sonnerie de l'église abbatiale fut complétée par six nouvelles cloches, l'un des frères, Michael Reuter OSB, commença à s'intéresser à l'art de la fonte. En 1999, il crée au sein de l'abbaye une fonderie de cloches dont la renommée dépassera bien vite les frontières, notamment grâce à sa collaboration avec la maison Voegelé de Strasbourg. La fonderie de Maria Laach a notamment réalisé le carillon de la basilique d'Echternach, une cloche pour la cathédrale Saint-Martin de Mayence, une cloche pour la cathédrale d'Erfurt et a également participé à la réalisation des nouvelles cloches des cathédrales d'Albi et de Strasbourg.